# 崔鉄洙
崔 鉄洙（チェ・チョルス、朝鮮語: 최철수、英語: Choi Chol-Su、1969年12月1日 - ）は、朝鮮民主主義人民共和国出身のプロボクサー。

## 来歴
1992年バルセロナオリンピックにフライ級で出場し、金メダルを獲得。
1996年、アントニオ猪木が仲介し協栄ボクシングジムに招かれて朝鮮民主主義人民共和国の2人のボクサーと共に来日。4月15日に後楽園ホールで行われたガッツファイティング（メインイベントはオルズベック・ナザロフのWBA世界ライト級王座の5度目の防衛戦）でプロデビュー。3回終了時TKO勝ちを収めデビュー戦を飾ったが1戦のみで帰国。
その後は中国に拠点を移し、1998年8月15日には温州市で行われたPABAフェザー級暫定王座決定戦でアーク・ダンジャデーと対戦し、3回KO勝ちを収め王座を獲得した。
1999年8月22日、瀋陽市でサミュエル・デュランと対戦し、2回KO勝ちを収め初防衛に成功した。正規王座保持するチャモアペット・ハーパランとの統一戦実現せず同月、PABAフェザー級暫定王座を返上した。

## 獲得タイトル
- PABAフェザー級暫定王座（防衛1）